# Governo Skvernelis
Il Governo Skvernelis è stato il 17º governo della Lituania, insediatosi il 13 dicembre 2016, durante la 7ª legislatura della Seimas.

## Storia
Guidato dal nuovo Primo ministro indipendente Saulius Skvernelis, il governo era costituito e appoggiato da una coalizione di centro-sinistra fra l'Unione dei Contadini e dei Verdi di Lituania (LVŽS) e il Partito Socialdemocratico di Lituania (LSDP); insieme, questi disponevano di 71 deputati su 141, ovvero il 50,35% dei seggi della Seimas.
Questo governo si formò dopo le elezioni parlamentari del 2016, e succedette al governo del socialdemocratico Algirdas Butkevičius, costituito e sostenuto da una coalizione di centro-sinistra tra il LSDP, il Partito del Lavoro (DP) e Ordine e Giustizia (TT).
Durante lo scrutinio, la LVŽS riportò una netta maggioranza relativa, con più di un terzo dei seggi, mentre la maggioranza uscente venne decimata e perse 51 deputati;  dopo aver cercato di formare un'alleanza a tre con l'Unione della Patria - Democratici Cristiani di Lituania (TS-LKD) e l'LSDP, i centristi decisero di governare unicamente con gli ultimi.
Incaricato di formare il governo dal 24 ottobre, Skvernelis venne designato Primo ministro dalla Seimas il 22 novembre con 90 voti a favore, 4 contrari e 33 astenuti; la lista dei 14 ministri venne inviata alla presidente della Repubblica Dalia Grybauskaitė sette giorni più tardi, mentre il programma fu presentato ufficialmente da Skvernelis il 6 dicembre successivo, davanti ai deputati.
In seguito al voto organizzato alla Seimas il 13 dicembre, il governo ricevette la fiducia con 86 voti favorevoli, 3 contrari e 40 astenuti.

## Composizione
| Carica                     | Titolare | Titolare                      | Titolare                                    | Partito      |
| -------------------------- | -------- | ----------------------------- | ------------------------------------------- | ------------ |
| Primo ministro             |          |                               | Saulius Skvernelis                          | Indipendente |
| Sanità                     |          |                               | Aurelijus Veryga                            | Indipendente |
| Interno                    |          |                               | Eimutis Misiūnas (fino all'08/08/2019)      | Indipendente |
| Interno                    |          |                               | Rita Tamašunienė                            | LLRA         |
| Giustizia                  |          |                               | Milda Vainiutė (fino al 06/03/2018)         | Indipendente |
| Giustizia                  |          | vacante (fino al 15/05/2018)  |                                             |              |
| Giustizia                  |          |                               | Elvinas Jankevičius                         | Indipendente |
| Cultura                    |          |                               | Liana Ruoktyė-Jonsson (fino al 07/12/2018)  | Indipendente |
| Cultura                    |          | vacante (fino all'11/01/2019) |                                             |              |
| Cultura                    |          |                               | Mindaugas Kvietkauskas                      | Indipendente |
| Agricoltura                |          |                               | Bronius Markauskas (fino al 14/05/2018)     | LVŽS         |
| Agricoltura                |          | vacante (fino al 15/05/2018)  |                                             |              |
| Agricoltura                |          |                               | Giedrius Surplys (fino all'08/08/2019)      | LVŽS         |
| Agricoltura                |          |                               | Andrius Palionis                            | LSDDP        |
| Affari esteri              |          |                               | Linas Linkevičius                           | LSDP         |
| Ambiente                   |          |                               | Kęstutis Navickas (fino al 07/12/2018)      | Indipendente |
| Ambiente                   |          | vacante (fino al 04/04/2019)  |                                             |              |
| Ambiente                   |          |                               | Kęstutis Mažeika                            | Indipendente |
| Energia                    |          |                               | Žygimantas Vaičiūnas                        | Indipendente |
| Difesa nazionale           |          |                               | Raimundas Karoblis                          | Indipendente |
| Sicurezze sociale e lavoro |          |                               | Linas Kukuraitis                            | Indipendente |
| Istruzione e scienza       |          |                               | Jurgita Petrauskienė (fino al 07/12/2018)   | Indipendente |
| Istruzione e scienza       |          | vacante (fino al 15/01/2019)  |                                             |              |
| Istruzione e scienza       |          |                               | Algirdas Monkevičius                        | Indipendente |
| Trasporti e comunicazioni  |          |                               | Rokas Masiulis (fino all'08/08/2019)        | Indipendente |
| Trasporti e comunicazioni  |          |                               | Jaroslav Narkevič                           | LLRA         |
| Finanze                    |          |                               | Vilius Šapoka                               | Indipendente |
| Economia e innovazione     |          |                               | Mindaugas Sinkevičius (fino al 13/10/2017)  | LSDP         |
| Economia e innovazione     |          | vacante (fino al 28/11/2017)  |                                             |              |
| Economia e innovazione     |          |                               | Virginijus Sinkevičius (fino al 30/11/2019) | LVŽS         |
| Economia e innovazione     |          | vacante (fino al 01/12/2019)  |                                             |              |
| Economia e innovazione     |          |                               | Rimantas Sinkevičius (dal 30/06/2020)       | LSDDP        |